# Гонадархе

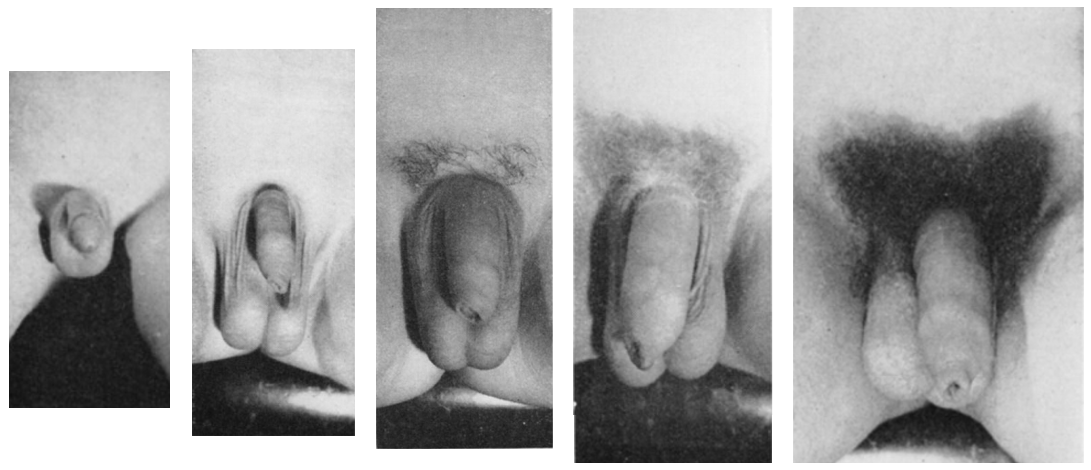
П'ять стадій шкали Таннера чоловічих статевих органів і лобкового волосся

Гонадархе (грец. γονή — «насіння, ставати батьком, народження, потомство» + грец. ἀρχή «початок») — найбільш ранні зміни гонад під час статевого дозрівання .  У відповідь на гонадотропіни гіпофіза яєчники у дівчаток і яєчка у хлопчиків починають рости та збільшувати вироблення статевих гормонів, особливо естрадіолу та тестостерону . 
- У хлопчиків збільшення яєчок є першою фізичною ознакою гонадархе та, як правило, статевого дозрівання .
- У дівчаток ріст яєчників неможливо безпосередньо побачити, тому телархе та прискорення росту зазвичай є першими ознаками гонадархе.

Слід зауважити різницю між гонадархе і адренархе . Гонадархе вказує на те, що почалося справжнє центральне статеве дозрівання, тоді як адренархе є незалежним процесом дозрівання, лише слабо пов’язаним із повним статевим дозріванням. 